# Sarafina (Disney)
Pour les articles homonymes, voir Sarafina.
Sarafina est un personnage de fiction qui est apparu pour la première fois dans le long métrage d'animation Le Roi lion (1994). Elle y est présentée comme la mère de Nala, puisque cette dernière l'apostrophe par le terme de "Maman" pour lui demander l'autorisation d'aller jouer avec Simba.

## Interprètes
- Voix originale : Zoe Leader
- Voix française : Perrette Pradier

## Caractéristiques
- Son nom n'est jamais mentionné dans le film. Ce n'est que dans les bandes dessinées et livres dérivés du film qu'il sera révélé.
- Sarafina, dans le film, n'est formellement identifiable que dans la scène du bain de Nala, et ne prononce à cette occasion qu'une seule ligne de dialogue : « Qu'en penses-tu, Sarabi ? ». On ignore si elle est morte durant le règne de Scar ou si elle a participé à la Bataille Finale contre Scar et les hyènes et si elle a survécu.
- Tout comme Sarabi, Sarafina n'apparaît pas dans le Roi Lion II : L'honneur de la Tribu.
- Sarafina, malgré son statut mineur dans le film, a vu son rôle élargi par le biais des bandes dessinées et des livres dérivés. Dans Le Roi lion : Six nouvelles aventures, Sarafina fait une apparition, elle aide un lion appelé Ni en le sauvant des griffes de hyènes.
- Sarafina est également présente dans la version musicale de l'histoire, représentée par la danseuse étoile de la distribution. Son costume a une plus forte nuance d'orange que les autres lionnes, à l'exception de son ensemble. Dans la comédie musicale, elle chasse avec Nala, plutôt que de la laver comme dans le film. Selon les paroles de la comédie musicale du « Chow Down », Sarafina aurait également tué le père de Banzai[1].